# Juan Jesús Calatayud Sánchez
Juan Calatayud (Antequera, 21 de desembre de 1979) és un futbolista andalús, que ocupa la posició de porter.

## Trajectòria esportiva
Sorgeix del planter del Màlaga CF. Després de jugar amb el Málaga B i l'Algeciras, a la campanya 03/04 debuta amb el primer equip, apareixent en 18 partits a primera divisió, repetint la xifra a l'any següent. La temporada 05/06 és cedit al Getafe CF, tot jugant 13 partits.
Entre 2006 i 2008 seria el porter suplent del Racing de Santander. L'estiu del 2008 fitxa per l'Hèrcules CF, de Segona Divisió. Al club valencià seria titular, amb 40 partits disputats.